# Cúp bóng đá Ukraina 2011–12
 Cúp bóng đá Ukraina 2011–12 là mùa giải thứ 21 của giải đấu bóng đá loại trực tiếp hàng năm ở Ukraina, và là mùa giải thứ 4 với tên gọi DATAGROUP – Football Ukraine Cup.
Giải Cúp khởi tranh với hai vòng loại, trước khi vòng Một diễn ra với sự có mặt của các đội thuộc Giải vô địch quốc gia. Lễ bốc thăm cả hai vòng loại diễn ra vào ngày 7 tháng Bảy 2011. Vòng loại thứ nhất bao gồm các đội từ Druha Liha và các đội vào chung kết Cúp nghiệp dư. Vòng loại thứ hai có sự tham gia của các đội từ Persha Liha. Các đội thắng vòng loại thứ hai, gồm 16 đội, bước vào vòng Một hoặc Vòng 32 đội nơi có sự tham gia của các đội từ Giải vô địch quốc gia. Đội vô địch được quyền tham gia vòng play-off của UEFA Europa League 2012–13.
Shakhtar Donetsk là đương kim vô địch của Cúp bóng đá Ukraina và là đội bóng thuộc Giải vô địch quốc gia sẽ tham dự từ Vòng 32 đội. Shakhtar Donetsk bảo vệ thành công chức vô địch khi đánh bại FC Metalurh Donetsk 2-1 trong trận chung kết.

## Phân bổ đội bóng
Có 58 đội tham dự Cúp bóng đá Ukraina mùa này.

### Phân phối
|                             |                             | Đội bóng tham gia vòng này                                   | Đội bóng vượt qua vòng trước         |
| --------------------------- | --------------------------- | ------------------------------------------------------------ | ------------------------------------ |
| Vòng loại thứ nhất (20 đội) | Vòng loại thứ nhất (20 đội) | - 18 đội từ Giải hạng nhì - 2 đội từ chung kết Cúp nghiệp dư |                                      |
| Vòng loại thứ hai (32 đội)  | Vòng loại thứ hai (32 đội)  | - 17 đội từ Giải hạng nhất - 5 đội từ Giải hạng nhì          | - 10 đội thắng từ vòng loại thứ nhất |
| Vòng đấu chính (32 đội)     | Vòng đấu chính (32 đội)     | - 16 đội từ Giải vô địch quốc gia                            | - 16 đội thắng từ vòng loại thứ hai  |

### Ngày thi đấu và bốc thăm
Tất cả các lễ bốc thăm đều diễn ra tại trụ sở FFU (Building of Football) ở Kiev.
| Giai đoạn      | Vòng đấu           | Ngày bốc thăm                                  | Ngày thi đấu                                   |
| -------------- | ------------------ | ---------------------------------------------- | ---------------------------------------------- |
| Vòng loại      | Vòng loại thứ nhất | 7 tháng 7 năm 2011                             | 16 tháng 7 năm 2011                            |
| Vòng loại      | Vòng loại thứ hai  | 7 tháng 7 năm 2011                             | 16–17 20 tháng Tám11                           |
| Vòng đấu chính | Vòng 32 đội        | 8 tháng 9 năm 2011                             | 21 tháng 9 năm 2011                            |
| Vòng đấu chính | Vòng 16 đội        | 13 tháng 10 năm 2011                           | 26 tháng 10 năm 2011                           |
| Vòng đấu chính | Tứ kết             | 15 tháng 3 năm 2012                            | 11 tháng 4 năm 2012                            |
| Vòng đấu chính | Bán kết            | 12 tháng 4 năm 2012                            | 27–28 tháng 4 năm 2012                         |
| Vòng đấu chính | Chung kết          | 6 tháng 5 năm 2012 tại NSC "Olimpiyskiy", Kiev | 6 tháng 5 năm 2012 tại NSC "Olimpiyskiy", Kiev |

## Lịch thi đấu

### Vòng loại thứ nhất (1/64)
Vòng này có sự tham gia của 18 đội từ Druha Liha, các đội vào chung kết của Cúp bóng đá nghiệp dư Ukraina. Các trận đấu diễn ra vào ngày 16 tháng 7 năm 2011.
| Dynamo Khmelnytskyi (2L)       | 0 – 1                  | (2L) Shakhtar Sverdlovsk   |  |
| Real Pharm Yuzhne (2L)         | 2 – 5                  | (2L) Stal Dniprodzerzhynsk |  |
| Berehvydeyk Berehove (AM)      | 1 – 0                  | (2L) Krystal Kherson       |  |
| Slavutych Cherkasy (2L)        | 1 – 0                  | (2L) Myr Hornostayivka     |  |
| UkrAhroKom Pryiutivka (2L)     | 2 – 1                  | (2L) Avanhard Kramatorsk   |  |
| Hirnyk-Sport Komsomolsk (2L)   | 1 – 1 (s.h.p.), p. 3–5 | (2L) Hirnyk Kryvyi Rih     |  |
| SKAD-Yalpuh Bolhrad (2L)       | 1 – 2                  | (2L) Skala Stryi           |  |
| Makiyivvuhillya Makiyivka (2L) | bye(1)                 |                            |  |
| Slovkhlib Slovyansk (AM)       | bye(2)                 |                            |  |
| Desna Chernihiv (2L)           | bye(3)                 |                            |  |

Ghi chú:
^(1)  Makiyivvuhillya Makiyivka được bốc thăm đá sân khách với Bastion Illichivsk nhưng họ bỏ cuộc khỏi thứ hạng chuyên nghiệp trước mùa giải 2011–12.
Makiyivvuhillya Makiyivka đi thẳng vào vòng tiếp theo.
^(2)  Slovkhlib Slovyansk được bốc thăm đá sân nhà với Zhytychi Zhytomyr nhưng họ không được chứng nhận và không được cho phép tham gia bởi PFL. Slovkhlib Slovyansk đi thẳng vào vòng tiếp theo.
^(3)  Desna Chernihiv được bốc thăm đá sân nhà với Nyva Ternopil nhưng họ bỏ cuộc khỏi giải vì họ không được chứng nhận và đang đợi từ PFL. Desna Chernihiv đi thẳng vào vòng tiếp theo.

### Vòng loại thứ hai (1/32)
Vòng này có sự tham gia của tất cả 17 đội từ Persha Liha (ngoại trừ Dynamo-2 Kyiv) và 5 đội xếp hạt giống cao nhất với các đội được miễn đấu đến từ Druha Liha. Các đội này được bốc thăm với 7 đội thắng ở Vòng loại thứ nhất. Các trận đấu vòng loại thứ hai diễn ra vào ngày 17 20 tháng Tám11.
| Bukovyna Chernivtsi (1L)          | 3 – 2(4)       | (1L) Olimpik Donetsk            |  |
| Tytan Armyansk (1L)               | w/o(5)         | (1L) Nyva Vinnytsia             |  |
| UkrAhroKom Pryiutivka (2L)        | 0 – 1 (s.h.p.) | (1L) Metalurh Zaporizhya        |  |
| Shakhtar Sverdlovsk (2L)          | 4 – 1          | (2L) Slavutych Cherkasy         |  |
| Stal Alchevsk (1L)                | 0 – 1          | (1L) FC Sevastopol              |  |
| Slovkhlib Slovyansk (AM)          | 1 – 0          | (1L) FC Odesa                   |  |
| Prykarpattya Ivano-Frankivsk (2L) | 1 – 2          | (2L) FC Poltava                 |  |
| Desna Chernihiv (2L)              | 0 – 2          | (1L) Enerhetyk Burshtyn         |  |
| Stal Dniprodzerzhynsk (2L)        | 1 – 0          | (2L) Makiyivvuhillya Makiyivka  |  |
| Hoverla-Zakarpattya Uzhhorod (1L) | 1 – 0          | (1L) Helios Kharkiv             |  |
| Kremin Kremenchuk (2L)            | 2 – 0          | (2L) Hirnyk Kryvyi Rih          |  |
| Skala Stryi (2L)                  | 0 – 2          | (1L) Arsenal Bila Tserkva       |  |
| Berehvydeyk Berehove (AM)         | 1 – 0          | (1L) Naftovyk-Ukrnafta Okhtyrka |  |
| FC Sumy (2L)                      | 3 – 1          | (1L) Krymteplytsya Molodizhne   |  |
| FC Lviv (1L)                      | 1 – 3          | (1L) Zirka Kirovohrad           |  |
| Enerhiya Nova Kakhovka (2L)       | 0 – 4          | (1L) MFK Mykolaiv               |  |

Ghi chú:
^(4)  Trận đấu diễn ra vào ngày 16 20 tháng Tám11.
^(5)  Trận đấu không diễn ra. Nyva Vinnytsia thông báo cho PFL rằng đội bóng gặp khó khăn tài chính và không thể đến tham dự trận đấu cúp với Tytan Armyansk.

### Cặp đấu
Các cặp đấu cho mỗi vòng không được biết từ đầu.
|  | Round 32 | Round 32              | Round 32 |                       |    | Vòng Một6             | Vòng Một6 | Vòng Một6 |  |  | Quarterfinals | Quarterfinals | Quarterfinals |  |  | Semifinals | Semifinals | Semifinals |  |  | Final | Final | Final |  |
|  |          |                       |          |                       |    |                       |           |           |  |  |               |               |               |  |  |            |            |            |  |  |       |       |       |  |
|  | 2L       | FC Sumy               | 1p       |                       |    |                       |           |           |  |  |               |               |               |  |  |            |            |            |  |  |       |       |       |  |
|  | 2L       | FC Sumy               | 1p       |                       |    |                       |           |           |  |  |               |               |               |  |  |            |            |            |  |  |       |       |       |  |
|  | 1L       | Zirka Kirovohrad      | 1        |                       |    |                       |           |           |  |  |               |               |               |  |  |            |            |            |  |  |       |       |       |  |
|  | 1L       | Zirka Kirovohrad      | 1        |                       | 2L | FC Sumy               | 1         |           |  |  |               |               |               |  |  |            |            |            |  |  |       |       |       |  |
|  |          |                       |          |                       | 2L | FC Sumy               | 1         |           |  |  |               |               |               |  |  |            |            |            |  |  |       |       |       |  |
|  |          |                       | PL       | Zorya Luhansk         | 3  |                       |           |           |  |  |               |               |               |  |  |            |            |            |  |  |       |       |       |  |
|  | AM       | Slovkhlib Slovyansk   | PL       | Zorya Luhansk         | 3  | 0                     |           |           |  |  |               |               |               |  |  |            |            |            |  |  |       |       |       |  |
|  | AM       | Slovkhlib Slovyansk   |          |                       |    |                       |           |           |  |  |               |               |               |  |  |            |            |            |  |  |       |       |       |  |
|  | PL       | Zorya Luhansk         | 2        |                       |    |                       |           |           |  |  |               |               |               |  |  |            |            |            |  |  |       |       |       |  |
|  | PL       | Zorya Luhansk         | 2        |                       | PL | Zorya Luhansk         | 0         |           |  |  |               |               |               |  |  |            |            |            |  |  |       |       |       |  |
|  |          |                       |          |                       |    |                       |           |           |  |  |               |               |               |  |  |            |            |            |  |  |       |       |       |  |
|  |          |                       | PL       | Metalurh Donetsk      | 1* |                       |           |           |  |  |               |               |               |  |  |            |            |            |  |  |       |       |       |  |
|  | PL       | Metalurh Donetsk      | PL       | Metalurh Donetsk      | 1* | 2                     |           |           |  |  |               |               |               |  |  |            |            |            |  |  |       |       |       |  |
|  | PL       | Metalurh Donetsk      |          |                       |    |                       |           |           |  |  |               |               |               |  |  |            |            |            |  |  |       |       |       |  |
|  | PL       | Tavriya Simferopol    | 0        |                       |    |                       |           |           |  |  |               |               |               |  |  |            |            |            |  |  |       |       |       |  |
|  | PL       | Tavriya Simferopol    | 0        |                       | PL | Metalurh Donetsk      | 4         |           |  |  |               |               |               |  |  |            |            |            |  |  |       |       |       |  |
|  |          |                       |          |                       | PL | Metalurh Donetsk      | 4         |           |  |  |               |               |               |  |  |            |            |            |  |  |       |       |       |  |
|  |          |                       | PL       | Kryvbas Kryvyi Rih    | 0  |                       |           |           |  |  |               |               |               |  |  |            |            |            |  |  |       |       |       |  |
|  | 1L       | Arsenal Bila Tserkva  | PL       | Kryvbas Kryvyi Rih    | 0  | 2                     |           |           |  |  |               |               |               |  |  |            |            |            |  |  |       |       |       |  |
|  | 1L       | Arsenal Bila Tserkva  |          |                       |    |                       |           |           |  |  |               |               |               |  |  |            |            |            |  |  |       |       |       |  |
|  | PL       | Kryvbas Kryvyi Rih    | 3*       |                       |    |                       |           |           |  |  |               |               |               |  |  |            |            |            |  |  |       |       |       |  |
|  | PL       | Kryvbas Kryvyi Rih    | 3*       |                       | PL | Metalurh Donetsk      | 0p        |           |  |  |               |               |               |  |  |            |            |            |  |  |       |       |       |  |
|  |          |                       |          |                       |    |                       |           |           |  |  |               |               |               |  |  |            |            |            |  |  |       |       |       |  |
|  |          |                       | PL       | Karpaty Lviv          | 0  |                       |           |           |  |  |               |               |               |  |  |            |            |            |  |  |       |       |       |  |
|  | 2L       | FC Poltava            | PL       | Karpaty Lviv          | 0  | 0                     |           |           |  |  |               |               |               |  |  |            |            |            |  |  |       |       |       |  |
|  | 2L       | FC Poltava            |          |                       |    |                       |           |           |  |  |               |               |               |  |  |            |            |            |  |  |       |       |       |  |
|  | PL       | Karpaty Lviv          | 1        |                       |    |                       |           |           |  |  |               |               |               |  |  |            |            |            |  |  |       |       |       |  |
|  | PL       | Karpaty Lviv          | 1        |                       | PL | Karpaty Lviv          | 1         |           |  |  |               |               |               |  |  |            |            |            |  |  |       |       |       |  |
|  |          |                       |          |                       | PL | Karpaty Lviv          | 1         |           |  |  |               |               |               |  |  |            |            |            |  |  |       |       |       |  |
|  |          |                       | PL       | Metalist Kharkiv      | 0  |                       |           |           |  |  |               |               |               |  |  |            |            |            |  |  |       |       |       |  |
|  | AM       | Berehvydeyk Berehove  | PL       | Metalist Kharkiv      | 0  | 0                     |           |           |  |  |               |               |               |  |  |            |            |            |  |  |       |       |       |  |
|  | AM       | Berehvydeyk Berehove  |          |                       |    |                       |           |           |  |  |               |               |               |  |  |            |            |            |  |  |       |       |       |  |
|  | PL       | Metalist Kharkiv      | 3        |                       |    |                       |           |           |  |  |               |               |               |  |  |            |            |            |  |  |       |       |       |  |
|  | PL       | Metalist Kharkiv      | 3        |                       | PL | Karpaty Lviv          | 2         |           |  |  |               |               |               |  |  |            |            |            |  |  |       |       |       |  |
|  |          |                       |          |                       |    |                       |           |           |  |  |               |               |               |  |  |            |            |            |  |  |       |       |       |  |
|  |          |                       | PL       | Chornomorets Odesa    | 1  |                       |           |           |  |  |               |               |               |  |  |            |            |            |  |  |       |       |       |  |
|  | 2L       | Stal Dniprodzerzhynsk | PL       | Chornomorets Odesa    | 1  | 2                     |           |           |  |  |               |               |               |  |  |            |            |            |  |  |       |       |       |  |
|  | 2L       | Stal Dniprodzerzhynsk |          |                       |    |                       |           |           |  |  |               |               |               |  |  |            |            |            |  |  |       |       |       |  |
|  | 1L       | PFC Sevastopol        | 1        |                       |    |                       |           |           |  |  |               |               |               |  |  |            |            |            |  |  |       |       |       |  |
|  | 1L       | PFC Sevastopol        | 1        |                       | 2L | Stal Dniprodzerzhynsk | 0         |           |  |  |               |               |               |  |  |            |            |            |  |  |       |       |       |  |
|  |          |                       |          |                       | 2L | Stal Dniprodzerzhynsk | 0         |           |  |  |               |               |               |  |  |            |            |            |  |  |       |       |       |  |
|  |          |                       | PL       | Chornomorets Odesa    | 4  |                       |           |           |  |  |               |               |               |  |  |            |            |            |  |  |       |       |       |  |
|  | 1L       | Enerhetyk Burshtyn    | PL       | Chornomorets Odesa    | 4  | 0                     |           |           |  |  |               |               |               |  |  |            |            |            |  |  |       |       |       |  |
|  | 1L       | Enerhetyk Burshtyn    |          |                       |    |                       |           |           |  |  |               |               |               |  |  |            |            |            |  |  |       |       |       |  |
|  | PL       | Chornomorets Odesa    | 1        |                       |    |                       |           |           |  |  |               |               |               |  |  |            |            |            |  |  |       |       |       |  |
|  | PL       | Chornomorets Odesa    | 1        |                       | PL | Metalurh Donetsk      | 1         |           |  |  |               |               |               |  |  |            |            |            |  |  |       |       |       |  |
|  |          |                       |          |                       |    |                       |           |           |  |  |               |               |               |  |  |            |            |            |  |  |       |       |       |  |
|  |          |                       | PL       | Shakhtar Donetsk      | 2* |                       |           |           |  |  |               |               |               |  |  |            |            |            |  |  |       |       |       |  |
|  | 1L       | Bukovyna Chernivtsi   | PL       | Shakhtar Donetsk      | 2* | 2                     |           |           |  |  |               |               |               |  |  |            |            |            |  |  |       |       |       |  |
|  | 1L       | Bukovyna Chernivtsi   |          |                       |    |                       |           |           |  |  |               |               |               |  |  |            |            |            |  |  |       |       |       |  |
|  | PL       | Obolon Kyiv           | 1        |                       |    |                       |           |           |  |  |               |               |               |  |  |            |            |            |  |  |       |       |       |  |
|  | PL       | Obolon Kyiv           | 1        |                       | 1L | Bukovyna Chernivtsi   | 0         |           |  |  |               |               |               |  |  |            |            |            |  |  |       |       |       |  |
|  |          |                       |          |                       | 1L | Bukovyna Chernivtsi   | 0         |           |  |  |               |               |               |  |  |            |            |            |  |  |       |       |       |  |
|  |          |                       | PL       | Arsenal Kyiv          | 2  |                       |           |           |  |  |               |               |               |  |  |            |            |            |  |  |       |       |       |  |
|  | PL       | Arsenal Kyiv          | PL       | Arsenal Kyiv          | 2  | 5                     |           |           |  |  |               |               |               |  |  |            |            |            |  |  |       |       |       |  |
|  | PL       | Arsenal Kyiv          |          |                       |    |                       |           |           |  |  |               |               |               |  |  |            |            |            |  |  |       |       |       |  |
|  | PL       | PFC Oleksandria       | 0        |                       |    |                       |           |           |  |  |               |               |               |  |  |            |            |            |  |  |       |       |       |  |
|  | PL       | PFC Oleksandria       | 0        |                       | PL | Arsenal Kyiv          | 0         |           |  |  |               |               |               |  |  |            |            |            |  |  |       |       |       |  |
|  |          |                       |          |                       |    |                       |           |           |  |  |               |               |               |  |  |            |            |            |  |  |       |       |       |  |
|  |          |                       | PL       | Volyn Lutsk           | 1* |                       |           |           |  |  |               |               |               |  |  |            |            |            |  |  |       |       |       |  |
|  | PL       | Volyn Lutsk           | PL       | Volyn Lutsk           | 1* | 7                     |           |           |  |  |               |               |               |  |  |            |            |            |  |  |       |       |       |  |
|  | PL       | Volyn Lutsk           |          |                       |    |                       |           |           |  |  |               |               |               |  |  |            |            |            |  |  |       |       |       |  |
|  | PL       | Illichivets Mariupol  | 1        |                       |    |                       |           |           |  |  |               |               |               |  |  |            |            |            |  |  |       |       |       |  |
|  | PL       | Illichivets Mariupol  | 1        |                       | PL | Volyn Lutsk           | 3*        |           |  |  |               |               |               |  |  |            |            |            |  |  |       |       |       |  |
|  |          |                       |          |                       | PL | Volyn Lutsk           | 3*        |           |  |  |               |               |               |  |  |            |            |            |  |  |       |       |       |  |
|  |          |                       | PL       | Dnipro Dnipropetrovsk | 2  |                       |           |           |  |  |               |               |               |  |  |            |            |            |  |  |       |       |       |  |
|  | 1L       | Tytan Armyansk        | PL       | Dnipro Dnipropetrovsk | 2  | 0                     |           |           |  |  |               |               |               |  |  |            |            |            |  |  |       |       |       |  |
|  | 1L       | Tytan Armyansk        |          |                       |    |                       |           |           |  |  |               |               |               |  |  |            |            |            |  |  |       |       |       |  |
|  | PL       | Dnipro Dnipropetrovsk | 1        |                       |    |                       |           |           |  |  |               |               |               |  |  |            |            |            |  |  |       |       |       |  |
|  | PL       | Dnipro Dnipropetrovsk | 1        |                       | PL | Volyn Lutsk           | 3         |           |  |  |               |               |               |  |  |            |            |            |  |  |       |       |       |  |
|  |          |                       |          |                       |    |                       |           |           |  |  |               |               |               |  |  |            |            |            |  |  |       |       |       |  |
|  |          |                       | PL       | Shakhtar Donetsk      | 4  |                       |           |           |  |  |               |               |               |  |  |            |            |            |  |  |       |       |       |  |
|  | 1L       | Metalurh Zaporizhya   | PL       | Shakhtar Donetsk      | 4  | 1                     |           |           |  |  |               |               |               |  |  |            |            |            |  |  |       |       |       |  |
|  | 1L       | Metalurh Zaporizhya   |          |                       |    |                       |           |           |  |  |               |               |               |  |  |            |            |            |  |  |       |       |       |  |
|  | 1L       | Hoverla-Zak. Uzhhorod | 0        |                       |    |                       |           |           |  |  |               |               |               |  |  |            |            |            |  |  |       |       |       |  |
|  | 1L       | Hoverla-Zak. Uzhhorod | 0        |                       | 1L | Metalurh Zaporizhya   | 3         |           |  |  |               |               |               |  |  |            |            |            |  |  |       |       |       |  |
|  |          |                       |          |                       | 1L | Metalurh Zaporizhya   | 3         |           |  |  |               |               |               |  |  |            |            |            |  |  |       |       |       |  |
|  |          |                       | PL       | Vorskla Poltava       | 0  |                       |           |           |  |  |               |               |               |  |  |            |            |            |  |  |       |       |       |  |
|  | 1L       | MFK Mykolaiv          | PL       | Vorskla Poltava       | 0  | 0                     |           |           |  |  |               |               |               |  |  |            |            |            |  |  |       |       |       |  |
|  | 1L       | MFK Mykolaiv          |          |                       |    |                       |           |           |  |  |               |               |               |  |  |            |            |            |  |  |       |       |       |  |
|  | PL       | Vorskla Poltava       | 2        |                       |    |                       |           |           |  |  |               |               |               |  |  |            |            |            |  |  |       |       |       |  |
|  | PL       | Vorskla Poltava       | 2        |                       | 1L | Metalurh Zaporizhya   | 0         |           |  |  |               |               |               |  |  |            |            |            |  |  |       |       |       |  |
|  |          |                       |          |                       |    |                       |           |           |  |  |               |               |               |  |  |            |            |            |  |  |       |       |       |  |
|  |          |                       | PL       | Shakhtar Donetsk      | 1  |                       |           |           |  |  |               |               |               |  |  |            |            |            |  |  |       |       |       |  |
|  | 2L       | Kremin Kremenchuk     | PL       | Shakhtar Donetsk      | 1  | 2                     |           |           |  |  |               |               |               |  |  |            |            |            |  |  |       |       |       |  |
|  | 2L       | Kremin Kremenchuk     |          |                       |    |                       |           |           |  |  |               |               |               |  |  |            |            |            |  |  |       |       |       |  |
|  | PL       | Dynamo Kyiv           | 3        |                       |    |                       |           |           |  |  |               |               |               |  |  |            |            |            |  |  |       |       |       |  |
|  | PL       | Dynamo Kyiv           | 3        |                       | PL | Dynamo Kyiv           | 2         |           |  |  |               |               |               |  |  |            |            |            |  |  |       |       |       |  |
|  |          |                       |          |                       | PL | Dynamo Kyiv           | 2         |           |  |  |               |               |               |  |  |            |            |            |  |  |       |       |       |  |
|  |          |                       | PL       | Shakhtar Donetsk      | 3  |                       |           |           |  |  |               |               |               |  |  |            |            |            |  |  |       |       |       |  |
|  | 2L       | Shakhtar Sverdlovsk   | PL       | Shakhtar Donetsk      | 3  | 0                     |           |           |  |  |               |               |               |  |  |            |            |            |  |  |       |       |       |  |
|  | 2L       | Shakhtar Sverdlovsk   |          |                       |    |                       |           |           |  |  |               |               |               |  |  |            |            |            |  |  |       |       |       |  |
|  | PL       | Shakhtar Donetsk      | 2        |                       |    |                       |           |           |  |  |               |               |               |  |  |            |            |            |  |  |       |       |       |  |

Ghi chú:
- Dấu (*) ở tỉ số có nghĩa rằng một đội giành chiến thắng ở hiệp phụ.

### Vòng 32 đội
Vòng này có sự tham gia của tất cả 16 đội từ Giải vô địch quốc gia. Các đội này cùng với 16 đội thắng ở vòng trước bao gồm 9 đội từ Giải hạng nhất, 5 đội từ Giải hạng nhì, và hai đại diện ở Amateur League được bốc thăm ở vòng này. Lễ bốc thăm diễn ra vào ngày 8 tháng 9 năm 2011 và được thực hiện bởi Anatoliy Kon'kov được mời bởi Giải vô địch quốc gia.
Các trận đấu diễn ra vào ngày 21 tháng 9 năm 2011.
| Tytan Armyansk (1L) | 0 – 1         | (PL) Dnipro Dnipropetrovsk |
| ------------------- | ------------- | -------------------------- |
|                     | Chi tiết (uk) | Matheus 69'                |

| FC Poltava (2L) | 0 – 1         | (PL) Karpaty Lviv |
| --------------- | ------------- | ----------------- |
|                 | Chi tiết (uk) | Gómez 73'         |

| Shakhtar Sverdlovsk (2L) | 0 – 2         | (PL) Shakhtar Donetsk |
| ------------------------ | ------------- | --------------------- |
|                          | Chi tiết (uk) | Alan 31' · Moreno 42' |

| Kremin Kremenchuk (2L)      | 2 – 3         | (PL) Dynamo Kyiv                 |
| --------------------------- | ------------- | -------------------------------- |
| Sumtsov 60' · Vovchenko 88' | Chi tiết (uk) | Rybalka 14' · Adi 15' · Dudu 46' |

| Berehvydeyk Berehove (AM) | 0 – 3         | (PL) Metalist Kharkiv                       |
| ------------------------- | ------------- | ------------------------------------------- |
|                           | Chi tiết (uk) | Cristaldo 44' · Tkachyov 45+1' · Budnik 74' |

| Stal Dniprodzerzhynsk (2L) | 2 – 1         | (1L) PFC Sevastopol |
| -------------------------- | ------------- | ------------------- |
| Aliev 23' · Haranyan 44'   | Chi tiết (uk) | Chepurnenko 13'     |

| Bukovyna Chernivtsi (1L) | 2 – 1         | (PL) Obolon Kyiv |
| ------------------------ | ------------- | ---------------- |
| Basov 23' · Semenyuk 52' | Chi tiết (uk) | Barylko 65'      |

| Slovkhlib Slovyansk (AM) | 0 – 2         | (PL) Zorya Luhansk       |
| ------------------------ | ------------- | ------------------------ |
|                          | Chi tiết (uk) | Lipartia 16' · Bilyi 46' |

| MFK Mykolaiv (1L) | 0 – 2         | (PL) Vorskla Poltava      |
| ----------------- | ------------- | ------------------------- |
|                   | Chi tiết (uk) | Hromov 40' · Osypenko 56' |

| Enerhetyk Burshtyn (1L) | 0 – 1         | (PL) Chornomorets Odesa |
| ----------------------- | ------------- | ----------------------- |
|                         | Chi tiết (uk) | Fontanello 31'          |

| Arsenal Bila Tserkva (1L) | 2 – 3 (s.h.p.) | (PL) Kryvbas Kryvyi Rih                         |
| ------------------------- | -------------- | ----------------------------------------------- |
| Slavov 11' · Leonov 73'   | Chi tiết (uk)  | Valeyev 45+1' · Bartulović 83' · Fedorchuk 120' |

| Arsenal Kyiv (PL)                                                   | 5 – 0         | (PL) PFC Oleksandria |
| ------------------------------------------------------------------- | ------------- | -------------------- |
| Maksymov 45', 52' · Homenyuk 66' · Mikoliūnas 85' · Shatskikh 90+3' | Chi tiết (uk) |                      |

| FC Sumy (2L) | 1 – 1 (s.h.p.) pen. 3–2 | (1L) Zirka Kirovohrad |
| ------------ | ----------------------- | --------------------- |
| Mel'nyk 82'  | Chi tiết (uk)           | Hololobov 54'         |

| Metalurh Donetsk (PL)         | 2 – 0         | (PL) Tavriya Simferopol |
| ----------------------------- | ------------- | ----------------------- |
| Soares 14' · Mário Sérgio 40' | Chi tiết (uk) |                         |

| Volyn Lutsk (PL)                                                       | 7 – 1         | (PL) Illichivets Mariupol |
| ---------------------------------------------------------------------- | ------------- | ------------------------- |
| Skoba 19' · Maicon 41', 68' · Maslo 58' · Ramon 67', 74' · Sharpar 89' | Chi tiết (uk) | Okriashvili 62'           |

| Metalurh Zaporizhya (1L) | 1 – 0         | (1L) Hoverla-Zakarpattia Uzhhorod |
| ------------------------ | ------------- | --------------------------------- |
| Matheus 64'              | Chi tiết (uk) |                                   |

Ghi chú:
^(6)  Arsenal Kyiv sử dụng Lobanovskyi Dynamo Stadium làm sân nhà suốt mùa giải nhưng lai chuyển sang Obolon Arena để đá trận cúp.

### Vòng 16 đội
Vòng này có sự tham gia của các đội thắng ở vòng trước. Giải vô địch quốc gia có 12 đội, Giải hạng nhất - 2, và Giải hạng nhì - 2. Lễ bốc thăm diễn ra vào ngày 13 tháng Mười 2011 và được thực hiện bởi cựu cầu thủ Metalist Kharkiv Ihor Yakubovskiy, được mời bởi Giải vô địch quốc gia. Các trận đấu diễn ra vào ngày 26 tháng 10 năm 2011. Các đội vào chung kết mùa trước Dynamo Kyiv và Shakhtar Donets'k được bốc thăm thi đấu với nhau với đội đương kim vô địch chiếm ưu thế.
| Stal Dniprodzerzhynsk (2L) | 0 – 4         | (PL) Chornomorets Odesa                           |
| -------------------------- | ------------- | ------------------------------------------------- |
|                            | Chi tiết (uk) | Ţîgîrlaş 11', 32' · Fontanello 35' · de Matos 69' |

| Bukovyna Chernivtsi (1L) | 0 – 2         | (PL) Arsenal Kyiv |
| ------------------------ | ------------- | ----------------- |
|                          | Chi tiết (uk) | Mazilu 67', 90+1' |

| Metalurh Donetsk (PL)                                    | 4 – 0         | (PL) Kryvbas Kryvyi Rih |
| -------------------------------------------------------- | ------------- | ----------------------- |
| Checher 12' · Mário Sérgio 42' (ph.đ.) · Traoré 55', 73' | Chi tiết (uk) |                         |

| Volyn Lutsk (PL)                             | 3 – 2 (s.h.p.) | (PL) Dnipro Dnipropetrovsk            |
| -------------------------------------------- | -------------- | ------------------------------------- |
| Goeber 17' · Sharpar 82' · Ramon 92' (ph.đ.) | Chi tiết (uk)  | Konoplianka 36' (ph.đ.) · Zozulya 38' |

| FC Sumy (2L) | 1 – 3         | (PL) Zorya Luhansk                        |
| ------------ | ------------- | ----------------------------------------- |
| Hrachov 14'  | Chi tiết (uk) | Lazarovych 36' · Silyuk 74' · Milko 90+4' |

| Metalurh Zaporizhya (1L)                | 3 – 0         | (PL) Vorskla Poltava |
| --------------------------------------- | ------------- | -------------------- |
| Junior 26' · Rudyka 63' · Pisotskyi 85' | Chi tiết (uk) |                      |

| Karpaty Lviv (PL) | 1 – 0         | (PL) Metalist Kharkiv |
| ----------------- | ------------- | --------------------- |
| Milošević 59'     | Chi tiết (uk) |                       |

| Dynamo Kyiv (PL)                 | 2 – 3         | (PL) Shakhtar Donetsk          |
| -------------------------------- | ------------- | ------------------------------ |
| Yarmolenko 41' · Milevskiy 90+4' | Chi tiết (uk) | Eduardo 9', 88' · Teixeira 31' |

### Tứ kết
Vòng này có sự tham gia của các đội thắng từ vòng trước. Giải vô địch quốc gia có 7 đội và Giải hạng nhất có 1 đội. Lễ bốc thăm diễn ra vào ngày 15 tháng 3 năm 2012  và được thực hiện bởi cựu huấn luyện viên Dynamo và đội tuyển quốc gia Ukraina Yozhef Sabo. 
Các trận đấu diễn ra vào ngày 11 tháng 4 năm 2012. 
| Metalurh Zaporizhya (1L) | 0 – 1    | (PL) Shakhtar Donetsk |
| ------------------------ | -------- | --------------------- |
|                          | Chi tiết | Mkhitaryan 79'        |

| Arsenal Kyiv (PL) | 0 – 1 (s.h.p.) | (PL) Volyn Lutsk |
| ----------------- | -------------- | ---------------- |
|                   | Chi tiết       | Maicon 105'      |

| Zorya Luhansk (PL) | 0 – 1 (s.h.p.) | (PL) Metalurh Donetsk |
| ------------------ | -------------- | --------------------- |
|                    | Chi tiết       | Idahor 108' (l.n.)    |

| Karpaty Lviv (PL)              | 2 – 1    | (PL) Chornomorets Odesa |
| ------------------------------ | -------- | ----------------------- |
| Hladkyi 8' · Danilo Avelar 71' | Chi tiết | Bakaj 83'               |

### Bán kết
Vòng này có sự tham gia của các đội thắng từ vòng trước. Các đội tham gia đều đến từ Giải vô địch quốc gia. Lễ bốc thăm diễn ra vào ngày 12 tháng Tư 2012 và được thực hiện bởi trọng tài người Ukraina Viktor Derdo. Đội thắng ở trận Metalurh-Karpaty sẽ là đội nhà của Cúp bóng đá Ukraina.
| Volyn Lutsk (PL)                      | 3 – 4    | (PL) Shakhtar Donetsk                                                            |
| ------------------------------------- | -------- | -------------------------------------------------------------------------------- |
| Maicon 35' (ph.đ.), 90+2' · Ramon 84' | Chi tiết | Teixeira 24' · Fernandinho 37' (ph.đ.) · Adriano 60' (ph.đ.) · Douglas Costa 90' |

| Metalurh Donetsk (PL) | 0 – 0 (s.h.p.) pen. 7 – 6 | (PL) Karpaty Lviv |
| --------------------- | ------------------------- | ----------------- |
|                       | Chi tiết                  |                   |

### Chung kết
Vòng này có sự tham gia của các đội thắng từ vòng trước. Các đội bóng đến từ Giải vô địch quốc gia. Trận chung kết diễn ra vào ngày 6 tháng 5 năm 2012.
| Metalurh Donetsk (PL) | 1 – 2 (s.h.p.) | (PL) Shakhtar Donetsk      |
| --------------------- | -------------- | -------------------------- |
| Morozyuk 68'          | Chi tiết       | Teixeira 23' · Kucher 104' |

## Danh sách ghi bàn nhiều nhất
Danh sách này bao gồm cả các bàn thằng ở vòng loại và các vòng chính từ Vòng 32 đội.
| Cầu thủ            | Số bàn thắng | Đội bóng              |
| ------------------ | ------------ | --------------------- |
| Maicon Pereira     | 5 (1)        | Volyn Lutsk           |
| Ramon Lopes        | 4 (1)        | Volyn Lutsk           |
| Seykhan Aliyev     | 3            | Stal Dniprodzerzhynsk |
| Hryhoriy Haranyan  | 3            | Stal Dniprodzerzhynsk |
| Alex Teixeira      | 3            | Shakhtar Donetsk      |
| Eduardo da Silva   | 2            | Shakhtar Donetsk      |
| Pablo Fontanello   | 2            | Chornomorets Odessa   |
| Andriy Holovchenko | 2            | Olimpik Donetsk       |
| Ruslan Hunchak     | 2            | Bukovyna Chernivtsi   |
| Vladyslav Korobkin | 2            | Shakhtar Sverdlovsk   |
| Serhiy Kostyuk     | 2            | Arsenal Bila Tserkva  |

Continued:
| Cầu thủ            | Số bàn thắng (Pen.) | Đội bóng            |
| ------------------ | ------------------- | ------------------- |
| Oleksandr Maksymov | 2                   | Arsenal Kyiv        |
| Yonuts Mazilu      | 2                   | Arsenal Kyiv        |
| Ihor Melnyk        | 2                   | Sumy                |
| Vyacheslav Sharpar | 2                   | Volyn Lutsk         |
| Yuriy Skorokhod    | 2                   | Poltava             |
| Igor Ţîgîrlaş      | 2                   | Chornomorets Odessa |
| Dramane Traoré     | 2                   | Metalurh Donetsk    |
| Mykyta Vovchenko   | 2                   | Kremin Kremenchuk   |
| Mário Sérgio       | 2 (1)               | Metalurh Donetsk    |

Ghi chú: